# Pascual Alvarez

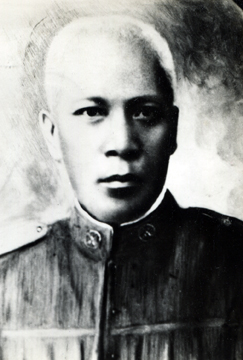
Alvarez (ca. 1900)

Pascual Alvarez (Noveleta, 17 mei 1861 – Pasay, 8 maart 1923) was een Filipijns revolutionair en generaal tijdens de Filipijnse Revolutie. Ook was hij van november 1897 tot december 1897 korte tijd minister van Binnenlandse Zaken van de revolutionaire regering van president Emilio Aguinaldo.

## Biografie
Pascual Alvarez werd op 17 mei 1861 geboren in Noveleta in de Filipijnse provincie Cavite. Hij was de oudste van vier kinderen van Sebastian Alvarez en Juana de Jesus. Zijn ouders waren van eenvoudige komaf en Pascual ging daarom niet naar school. Desondanks bekleedde hij wel diverse functies met aanzien. Hij was van 1890 tot 1892 teniente mayor (plaatsvervangend burgemeester) en vrederechter van zijn geboortedorp en van 1893 tot 1894 was hij capitan municipal (burgemeester) van Noveleta.
Via zijn oom Mariano Alvarez werd hij lid van de ondergrondse verzetsbeweging Katipunan. Hij was secretaris en later secretaris-generaal van de provinciale tak van de beweging. Bij het begin de Filipijnse Revolutie wist hij samen met zijn oom en Santiago Alvarez de kleine groep Spaanse soldaten in Noveleta te overmeesteren. In november 1897 werd Alvarez door Emilio Aguinaldo benoemd tot Director of the Interior (minister van Binnenlandse Zaken) van de revolutionaire regering. Nadat de opstandelingen het Pact van Biak-na-Bato sloten, keerde Alvarez weer terug naar Cavite.
In de tweede fase van de Revolutie werd Alvarez benoemd tot brigadier-generaal. Dit was vermoedelijk ergens in augustus 1898. Hij was daarmee de tweede in commando van de 2e militaire zone. Op 3 december 1898 werd hij aangesteld als militair opperbevelhebber van de provincie Cavite onder generaal Mariano Trias, de commandant voor zuidelijk-Luzon. Alvarez werd uiteindelijk in 1900 gevangen genomen door de Amerikaanse troepen en kwam uiteindelijk vrij na een algemene amnestie van generaal Arthur MacArthur. Nadien was Alvarez nog onder meer burgemeester van Noveleta en ook was hij politiechef in zijn geboortedorp.
Alvarez overleed in 1923 op 61-jarige leeftijd. Met zijn eerste vrouw Marciana Villanueva, een nicht van Ariston Villanueva, kreeg hij drie kinderen. Na haar dood hertrouwde hij met Ildefonsa Angkico. Met haar kreeg hij nog eens zes kinderen.